# مزداب (بیرجند)
روستای مزداب، روستایی است در دهستان القورات از توابع بخش مرکزی شهرستان بیرجند، واقع در استان خراسان جنوبی که بر پایه سرشماری عمومی نفوس و مسکن در سال ۱۳۹۵ جمعیت این روستا ۳۵۶ نفر (در ۱۴۴ خانوار) بوده‌است.
ارتفاع مزداب از سطح دریا ۱۹۰۰ متر است که در مقایسه با شهر بیرجند در حدود ۴۰۰ متر در ارتفاع بالاتری قرار دارد.